# Ana de Bavaria
Ana de Bavaria (cehă Anna Falcká) (26 septembrie 1329 – 2 februarie 1353) a fost regină consort a Boemiei. A fost fiica lui Rudolf al II-lea, Duce de Bavaria și a Anei de Tirol, fiica lui Otto al II-lea, Duce de Carinthia.
A fost a doua soție a lui Carol al IV-lea, Împărat romano-german.
1. ↑  „Ana de Bavaria”, Gemeinsame Normdatei, accesat în 30 decembrie 2014